# Rúnar Rúnarsson
Rúnar Rúnarsson (Reykjavík, 20 de enero de 1977) es un guionista y director de cine islandés. Las películas en las que está acreditado como escritor y director incluyen el largometraje   Volcano  y los cortometrajes  Anna , Two Birds  y  The Last Farm  (que fue nominada al Oscar). Su segundo largometraje,  Gorriones  fue premiada con la Concha de Oro en el Festival Internacional de Cine de San Sebastián 2015. 
En 2019 se estrenó su película 'Echo', que consta de 56 viñetas para dibujar un Retrato de la Islandia moderna en Navidad.

## Filmografía

### Como director
- Leitin að Rajeev de Birta Frodadottir (2002)
- The Last Farm (Síðasti bærinn) (corto) (2004)
- Two Birds (Smáfuglar) (corto) (2008)
- Anna (corto) (2009)
- Volcano (Eldfjall) (2011)
- Gorriones (Þrestir) (2015)
- Echo (Bergmál) (2019)

## Premios y distinciones
Premios Óscar
| Año  | Categoría          | Película      | Resultado |
| ---- | ------------------ | ------------- | --------- |
| 2006 | Mejor cortometraje | The Last Farm | Nominado  |

Festival Internacional de Cine de San Sebastián
| Año  | Categoría     | Película  | Resultado |
| ---- | ------------- | --------- | --------- |
| 2015 | Concha de Oro | Gorriones | Ganador   |